# Bernardo Maria di Gesù
Bernardo Maria di Gesù, al secolo Cesare Silvestrelli (Roma, 7 novembre 1831 – Moricone, 9 dicembre 1911), è stato un presbitero italiano della Congregazione della Passione di Gesù Cristo, della quale fu anche superiore generale. È stato beatificato da papa Giovanni Paolo II nel 1988.
Il suo elogio si legge nel Martirologio romano al 9 dicembre.

## Biografia
Nacque il 7 novembre 1831 a Roma da Giantommaso Silvestrelli, nobile di Tuscania, e da Teresa Gozzani, marchesa di San Giorgio di Casale Monferrato. Terzogenito di sette figli, fu battezzato con i nomi di Cesare e Pietro. Rimase orfano della madre nel 1848 e del padre nel 1853. Entrò nel noviziato passionista di San Giuseppe sul Monte Argentario (GR) nel 1854, prendendo il nome di Luigi del Sacro Cuore di Maria, ma fu costretto a sospenderlo per motivi di salute. Dopo aver compiuto gli studi di teologia fu ordinato sacerdote il 22 dicembre 1855. Ripreso il noviziato a Morrovalle, dove c'era anche il futuro san Gabriele dell'Addolorata, emise la professione religiosa il 28 aprile 1857, prendendo il nome di Bernardo di Gesù. Nel 1878 fu eletto Preposito Generale dell'Ordine Passionista, incarico che mantenne quasi ininterrottamente fino al 1907, aprendo nuove case sia in Italia che nel Regno Unito, Irlanda, Francia, Paesi Bassi, Belgio, Spagna, Australia, Stati Uniti, Argentina e Messico, nonostante i tempi difficili per la Chiesa nel periodo postunitario dell'Italia.
Dal 1907 sentì il bisogno di dedicarsi alla vita contemplativa, ritirandosi prima nel convento di Sant'Eutizio di Ferento, poi nell'eremo di Moricone, presso Roma, dove giunse il 16 giugno 1911. Il 9 dicembre dello stesso anno cadde lungo la scalinata dell'eremo, morendo come aveva predetto. Il suo corpo riposa nella chiesa dei Passionisti, dove fu trovato incorrotto prima di essere posto in un monumento marmoreo. La causa di beatificazione iniziò il 13 febbraio 1942, papa Paolo VI lo dichiarò Venerabile il 18 ottobre 1973. Il miracolo necessario alla beatificazione riguarda Giuseppe Gerardi di Nerola, guarito istantaneamente e completamente da un cancro all'intestino il 27 maggio 1987. Giovanni Paolo II lo beatificò il 16 ottobre 1988. Il beato Bernardo ricordò ai fedeli l'importanza dell'orazione, soffermandosi in particolare sul valore di quella mentale. A lui si deve la costruzione del santuario di Nettuno, dove riposa santa Maria Goretti.